# Ellinair
Ellinair war eine griechische Fluggesellschaft mit Sitz in Thessaloniki und Basis auf dem Flughafen Thessaloniki.

## Geschichte
Ellinair wurde 2013 von der Mouzenidis Group gegründet. Anfangs konzentrierte man sich auf den steigenden Tourismus vor allem aus Russland und der Ukraine. Im Juni 2015 wurden nationale Ziele, 2016 Flüge nach Deutschland aufgenommen.
Im Juni 2021 meldete die Muttergesellschaft Mouzenidis Group Insolvenz an und Ellinair drohte das Grounding. Im Herbst 2021 wurden die Flugzeuge an die Leasinggeber zurückgegeben und der Flugbetrieb eingestellt.

## Flugziele
Ellinair bediente vor der COVID-19-Pandemie von Thessaloniki aus ganzjährige und saisonale Ziele im Inland sowie in Europa und Zentralasien. Im deutschsprachigen Raum wurden Frankfurt, Köln/Bonn, München und Stuttgart angeflogen.

## Flotte

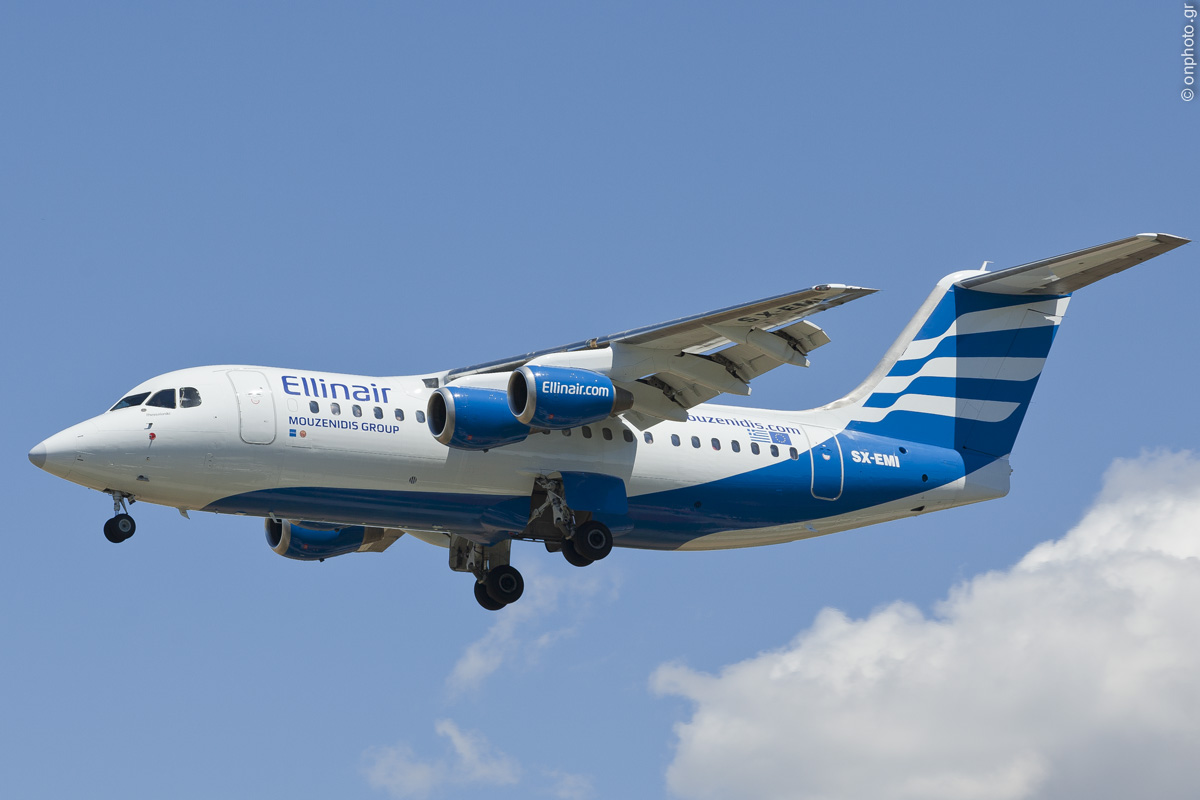
Zwischenzeitlich ausgemusterte Avro RJ85 der Ellinair im Mai 2014

Mit Stand Oktober 2021 bestand die Flotte der Ellinair aus zwei Flugzeugen mit einem Durchschnittsalter von 17,9 Jahren:
| Flugzeugtyp     | Anzahl | bestellt | Anmerkungen   | Sitzplätze |
| --------------- | ------ | -------- | ------------- | ---------- |
| Airbus A320-200 | 2      |          | beide inaktiv | 180        |
| Gesamt          | 2      | –        |               |            |

### Ehemalige Flugzeugtypen
- Airbus A319-100